# Lipniczka
Lipniczka – część wsi Jankowa w Polsce, położona w województwie małopolskim, w powiecie gorlickim, w gminie Bobowa.
Dawniej samodzielna wieś; stanowi północno-zachodnią część wsi, nadal odrębną przestrzennie od Jankowej właściwej.
Miejscowość znajduje się na Pogórzu Rożnowskim. Znajduje się tu Stary Kościół w Jankowej.

## Historia
Dawniej samodzielna wieś i gmina jednostkowa Lipniczka w powiecie grybowskim (okręg sądowy Ciężkowice). W II RP w województwie krakowskim, początkowo w powiecie grybowskim, od 1 kwietnia 1932 w powiecie nowosądeckim, a od 23 lipca 1934 w powiecie gorlickim. 
1 sierpnia 1934 gminę Lipniczka zniesiono, włączając ją do nowo utworzonej zbiorowej gminy Bobowa.
W latach 1975–1998 miejscowość administracyjnie należała do województwa nowosądeckiego.